# Т2-воспаление
Т2-воспаление (Воспаление 2 типа, Th2-воспаление) — иммуноопосредованный процесс, лежащий в основе патогенеза Т2-ассоциированных воспалительных заболеваний, таких как атопический дерматит, бронхиальная астма, хронический полипозный риносинусит, эозинофильный эзофагит, узловатая почесуха. Т2-воспаление обусловлено дисрегуляцией иммунного ответа 2 типа, при которой активация Th2-клеток, врожденных лимфоидных клеток второго типа (ВЛК2) и некоторых других клеток иммунной системы и продукция таких Т2-цитокинов, как ИЛ-4, ИЛ-5, ИЛ-13, приводит к развитию системного воспалительного процесса.

## История термина
Ранее считалось, что цитокины, характерные для Т2-воспаления — ИЛ-4, ИЛ-5 и ИЛ-13 — продуцируются только Th2-лимфоцитами, и в литературе использовался термин «Th2-воспаление». Однако за последние годы появились сведения о том, что цитокины, обуславливающие Т2-воспаление, могут синтезироваться не только Th2-лимфоцитами, но и другими клетками иммунной системы, включая базофилы, тучные клетки, эозинофилы и врожденные лимфоидные клетки 2-го типа (ВЛК2), в связи с чем терминология претерпела изменения. Поэтому данный патологический иммуноопосредованный процесс корректно называть не «Th2-воспаление» или «Th2-опосредованная воспалительная реакция», а «иммунный ответ 2-го типа» и «воспалительная реакция/воспаление 2-го типа/Т2-воспаление». Именно этот термин наиболее актуален, закреплен в литературе и используется в клинических рекомендациях.

## Иммунология Т2-воспаления
В норме иммунный ответ второго типа обуславливает защиту организма от макропаразитов, например, гельминтов, и ядов. В иммунный ответ второго типа вовлечены GATA-3+Т-лимфоциты, такие как Th2 и ВЛК2, продуцирующие характерные цитокины — ИЛ-4, ИЛ-13 и ИЛ-5, а также некоторые другие клетки иммунной системы — эозинофилы, базофилы и тучные клетки. Проникновение гельминтов индуцирует продукцию ИЛ-25, ИЛ-33 и TSLP эпителиальными клетками, что может далее приводить
- к активации дендритных клеток и направленной дифференцировке наивных Т-лимфоцитов в Th2- и Tc2-клетки, продуцирующие ИЛ-4, ИЛ-13 и ИЛ-5. Эффекты данных цитокинов разнообразны: ИЛ-5 способствует активации, выживанию и миграции эозинофилов в кровеносное русло, в то время как ИЛ-4 и ИЛ-13 стимулируют хемокин-опосредованную миграцию эозинофилов в ткани, а также переключение класса синтеза иммуноглобулинов В-лимфоцитами на IgE;
- к прямой активации эффекторных клеток — эозинофилов, базофилов и тучных клеток — и высвобождению провоспалительных медиаторов, например, гистамина, гепарина, главного основного белка, и цитокинов.[6]

Данные защитные механизмы обуславливают защиту организма — элиминацию и уничтожение паразитов и опасных молекул-антигенов, не несущих инфекционной угрозы, например, ядов. Однако в рамках Т2-воспаления их избыточная активация приводит к развитию т. н. Т2-ассоциированных воспалительных заболеваний.

## Т2-ассоциированные воспалительные заболевания
Т2-ассоциированные заболевания представляют собой группу гетерогенных иммуноопосредованных заболеваний, объединенных общими патогенетическими механизмами, в основе которых лежит Т2-воспаление. Ввиду общих патогенетических механизмов данных заболеваний у многих пациентов с одним Т2-заболеванием также отмечаются другие сопутствующие Т2-ассоциированные заболевания.
Так, например, среди пациентов с атопическим дерматитом:
- у 34-87 % отмечается аллергический ринит;
- 8-50 % страдают сопутствующей бронхиальной астмой;
- 17-38 % имеют пищевую аллергию.

Более того, также широко известно понятие «атопический марш», описывающее постепенное прогрессирование во времени и присоединение сопутствующих Т2-ассоциированных заболеваний у одного пациента, обычно начинающееся в раннем возрасте и заключающееся в последовательном развитии атопического дерматита, аллергического ринита и бронхиальной астмы у одного пациента.

#### Атопический дерматит
В развитии атопического дерматита (АтД) играют роль генетическая предрасположенность, факторы окружающей среды и иммунные нарушения.
В настоящее время существуют две гипотезы, объясняющие патофизиологические механизмы, лежащие в основе АтД: «снаружи-внутрь» (нарушение барьерной функции кожи) и «наружу-изнутри» (иммунная дисрегуляция). Согласно первой модели — «снаружи-внутрь» — АтД обусловлен нарушением целостности эпидермального барьера кожи, которое приводит к проникновению антигенов (в том числе аллергенов), активации клеток иммунной системы и последующим развитием Т2-воспаления. Напротив, в модели «наружу-изнутри» АтД рассматривается как заболевание, связанное с иммунными нарушениями, при которых активация Th2-лимфоцитов, врожденных лимфоидных клеток 2 типа (ВЛК2) и других клеток иммунной системы и продукция ими Т2-цитокинов, включая ИЛ-4 и ИЛ-13, приводит к поражению кожи и дальнейшему поддержанию Т2-воспаления.
Т2-цитокины активируют сигнальные и эффекторные пути, опосредующие патологические изменения кожи при АтД. Особо важную роль в патогенезе АтД играют ИЛ-4 и ИЛ-13, не только опосредующие иммунную дисрегуляцию, но и стимулирующие утолщение эпидермиса, снижение продукции антимикробных пептидов, барьерных белков и липидов кожи, тем самым обуславливая характерные для АтД поражения кожи.

#### Бронхиальная астма
Бронхиальная астма является гетерогенным заболеванием, характеризующимся хроническим воспалением дыхательных путей и рядом респираторных симптомов, таких как свистящие хрипы, одышка, заложенность в груди и кашель, варьирующих по времени и интенсивности и проявляющихся вместе с вариабельной обструкцией дыхательных путей, которая впоследствии может становится постоянной.
Несмотря на то, что патологические изменения в дыхательных путях при бронхиальной астме разнообразны, в их основе лежит воспалительный процесс, который может быть представлен Т2-воспалением. Патогенетические механизмы, опосредуемые ИЛ-4 и ИЛ-13 при бронхиальной астме, обуславливают фиброз и ремоделирование дыхательных путей, их гиперреактивность, избыточную продукцию слизи и гиперплазию бокаловидных клеток, при этом ИЛ-4 и ИЛ-13 также способствуют синтезу IgE и поддержанию Т2-воспаления посредством иммунной дисрегуляции. Более того, ИЛ-4, ИЛ-13 и ИЛ-5 также способствуют привлечению эозинофилов в ткани.